# The Hitchhiker's Guide to the Galaxy (série télévisée)
Pour les articles homonymes, voir The Hitchhiker's Guide to the Galaxy.
The Hitchhiker's Guide to the Galaxy est une série télévisée de science-fiction britannique en six épisodes de 33 minutes, écrite par Douglas Adams, réalisée par Alan J.W. Bell et diffusée entre le 5 janvier et le 9 février 1981 sur BBC Two.
Appartenant aux nombreuses itérations du Guide du voyageur galactique, elle reprend la trame de la série radiophonique complétée par les apports des deux premiers romans.
Cette série est inédite dans tous les pays francophones.

## Distribution
- Peter Jones : le Guide
- Simon Jones : Arthur Dent
- David Dixon (en) : Ford Prefect
- Mark Wing-Davey (en) : Zaphod Beeblebrox
- Sandra Dickinson (en) : Trillian
- Stephen Moore (en) : voix de Marvin